# Cneoridium
Cneoridium es un género monotípico de plantas  perteneciente a la familia Rutaceae. Su única especie Cneoridium dumosum es nativa de la costa del sur de California y Baja California. 

## Descripción
Es un arbusto perennifolio muy ramificado tan alto como ancho que puede sobrepasar el metro de altura. Sus ramas están cubiertas de pequeñas hojas y flores en grupos de 1 a 3. Cada flor tiene un cm de ancho con cuatro o cinco pétalos blancos y ocho anteras. Su fruto es una baya de medio cm de ancho cubierto por una piel similar a un cítrico. Cada una contiene una o dos semillas esféricas. 

## Taxonomía
Cneoridium dumosum fue descrita  Joseph Dalton Hooker  y publicado en Genera Plantarum 1: 312, en el año 1862.